# Utopia (Schiff)
Die Utopia war ein 1874 in Dienst gestelltes Passagierschiff der britischen Reederei Anchor Line, das für den Transatlantikverkehr gebaut wurde und Passagiere, Fracht und Post von England nach New York und später ins Mittelmeer beförderte. Am 17. März 1891 kollidierte die Utopia im Hafen von Gibraltar mit einem britischen Kriegsschiff, dessen Bug das Passagierschiff aufschlitzte und es innerhalb weniger Minuten untergehen ließ. 564 Menschen kamen dabei ums Leben. Der Untergang der Utopia ist das größte Unglück in der Geschichte der Anchor Line.

## Das Schiff
Die Utopia wurde 1874 von der schottischen Schiffsbauwerft Robert Duncan and Company am Clyde für die Anchor Line, eine 1856 gegründete britische Dampfschifffahrtsgesellschaft mit Sitz in Glasgow, gebaut und lief dort am 14. Februar 1874 vom Stapel. Ihr Rumpf war aus Eisen hergestellt. Sie hatte einen Schornstein, einen Propeller und drei Masten. Sie hatte zwei Schwesterschiffe, die Elysia (1873) und die Alsatia (1876).
Die Utopia war für die Unterbringung von 120 Passagieren in der Ersten, 60 in der Zweiten und 600 in der Dritten Klasse ausgelegt. Sie war im Verlauf ihrer Dienstjahre nacheinander auf verschiedenen Routen eingesetzt. Am 23. Mai 1874 legte die Utopia zu ihrer Jungfernfahrt von Glasgow über Moville nach New York ab. Auf dieser Strecke machte sie zwölf Überfahrten, bevor sie ab September 1875 von Glasgow nach Bombay fuhr. Ab dem 30. April 1876 bediente sie die Strecke Glasgow–New York, auf der sie 40 Atlantiküberquerungen absolvierte. Ab Februar 1882 stand die Utopia im Mittelmeerdienst der Reederei und steuerte dabei die Häfen von Messina, Neapel und Triest an. Sie beförderte von nun an hauptsächlich Auswanderer in die USA.
1890–1891 wurde das Schiff umgebaut und mit Dreifachexpansions-Dampfmaschinen ausgestattet. Auch die Passagierunterkünfte wurden umgewandelt: Das Schiff hatte jetzt Platz für 45 Passagiere Erster Klasse und 900 Passagiere Dritter Klasse. Die Zweite Klasse wurde abgeschafft.

## Untergang

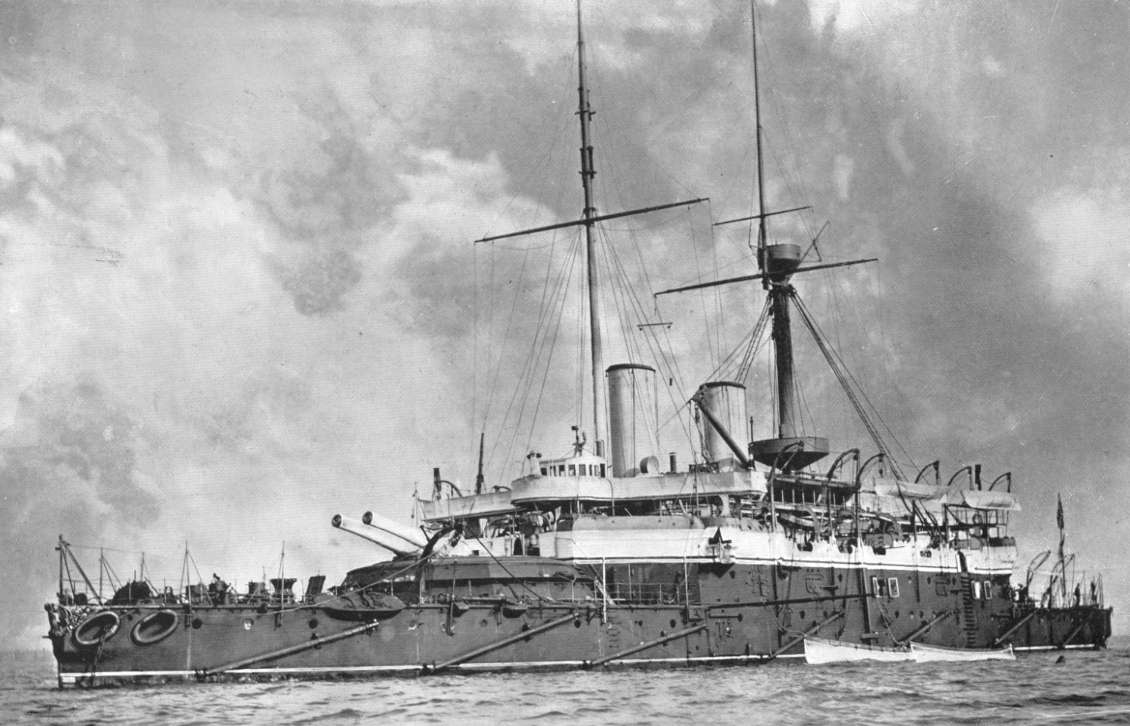
Das britische Kriegsschiff Anson (ca. 1897)

Am Mittwoch, dem 25. Februar 1891 verließ die Utopia unter dem Kommando von Kapitän John McKeague Triest mit dem Ziel New York und Zwischenstopps in Neapel und Gibraltar. An Bord waren drei Passagiere Erster Klasse, 815 Passagiere Dritter Klasse (hauptsächlich italienische Auswanderer), 59 Besatzungsmitglieder und drei blinde Passagiere, die erst nach dem Ablegen entdeckt wurden. Insgesamt machten 880 Menschen diese Überfahrt mit, darunter 85 Frauen und 67 Kinder.
Am Nachmittag des 17. März 1891 lief der Dampfer bei stürmischem Wetter und daraus resultierenden schlechten Sichtverhältnissen in den Hafen von Gibraltar ein, wo zu der Zeit Teile der englischen Mittelmeerflotte lagen. McKeague steuerte sein Schiff zu seinem üblichen Anlegeplatz, bis er bemerkte, dass dort schon die beiden Kriegsschiffe HMS Anson und HMS Rodney lagen. McKeague sagte später aus, dass er für einen kurzen Moment vom Suchlicht der Anson geblendet wurde. Er hielt den Abstand zwischen den beiden Schiffen zudem für größer, als er tatsächlich war und wollte die Utopia am Bug des Linienschiffes vorbei steuern. Sturmböen und peitschende Wellen erfassten die Utopia um 18.36 Uhr und ließen sie auf den damals bei großen Kriegsschiffen noch üblichen Rammbug der Anson prallen. Dieser riss ein fünf Meter breites Loch unterhalb der Wasserlinie in das Heck der Utopia. Das Schiff begann schnell zu sinken. An Bord brach Panik unter den Passagieren aus, die sofort zu den Rettungsbooten stürmten. Die Lichter fielen nach kurzer Zeit aus und viele Menschen sprangen über Bord.
Kapitän McKeague wollte das Schiff zunächst auf Grund setzen, aber die Maschinen fielen fast augenblicklich aus. Er ordnete das Ausbooten an, aber die Utopia krängte plötzlich 70 Grad nach Backbord, wodurch die Rettungsboote auf dieser Seite zerstört wurden. Hunderte waren im Schiff gefangen, viele weitere klammerten sich an die Steuerbordseite. 20 Minuten nach dem Zusammenstoß sank die Utopia auf den Grund des 17 Meter tiefen Hafenbeckens. Schiffe der Royal Navy kamen den Schiffbrüchigen umgehend zu Hilfe, konnten aber wegen der rauen See und des stürmischen Wetters nicht nah genug herankommen. Von den 880 Menschen an Bord konnten schließlich 318 gerettet werden: 290 Passagiere Dritter Klasse, zwei Passagiere Erster Klasse, 23 Besatzungsmitglieder und die drei blinden Passagiere. Die übrigen 562 Passagiere und Besatzungsmitglieder kamen ums Leben. Außerdem ertranken zwei Männer des Panzerkreuzers HMS Immortalité, die bei der Rettung der Schiffbrüchigen helfen wollten. Die ersten Utopia-Opfer, 28 Erwachsene und drei Kinder, wurden am 20. März in Gibraltar beerdigt. Kapitän McKeague, der überlebte, wurde festgenommen, aber am selben Tag gegen Zahlung einer Kaution wieder entlassen.

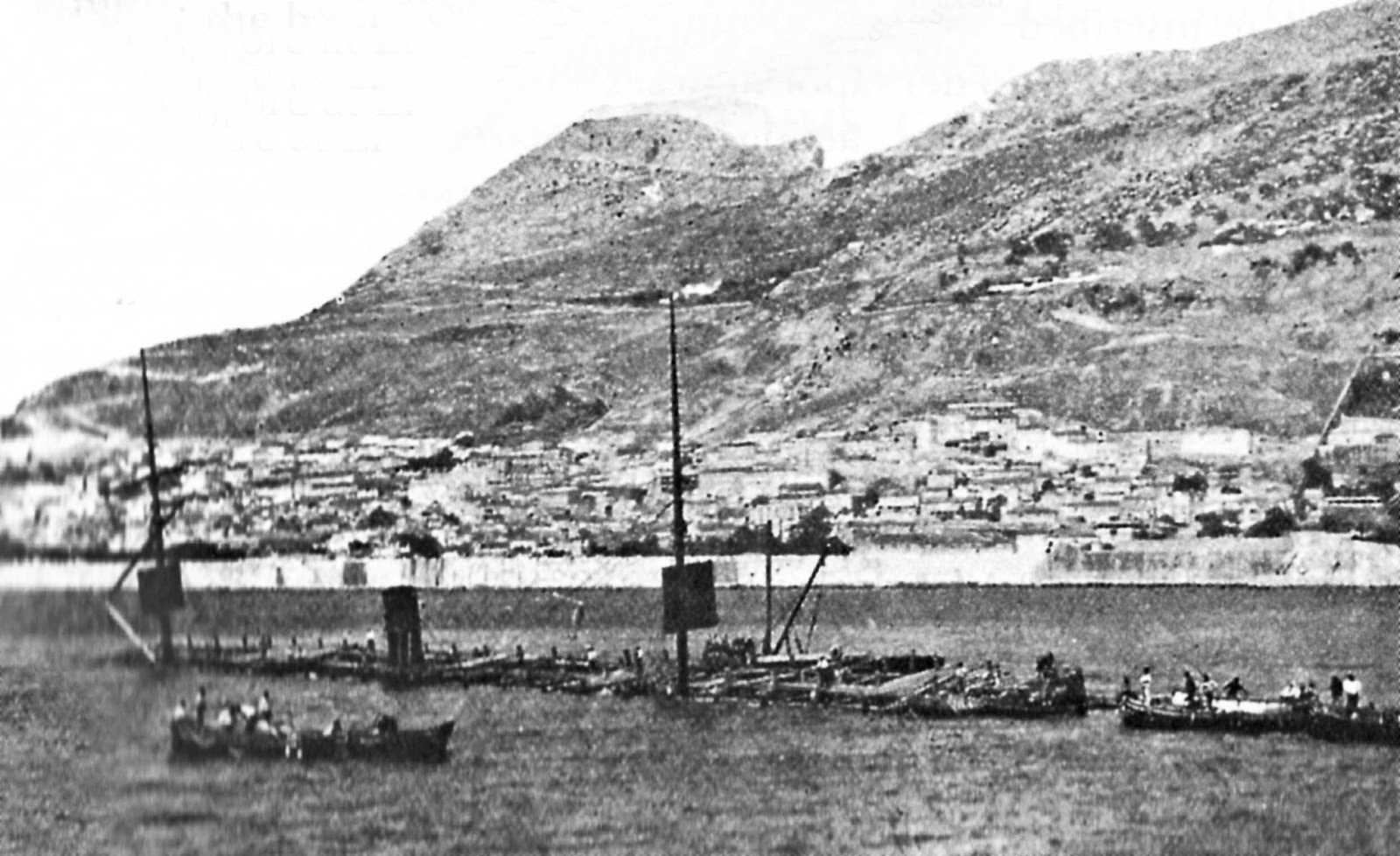
Das Wrack der Utopia im Hafen von Gibraltar

Kurz nach dem Unglück wurden Taucher zum Wrack geschickt, die von „hunderten von Leichen“, berichteten, die „so eng zusammengepfercht waren, dass man sie kaum voneinander trennen konnte“. Die Masten und der Schornstein ragten über die Wasseroberfläche. Das Wrack wurde zwar beleuchtet, um weitere Unfälle zu vermeiden, dennoch kollidierte der Dampfer Primula beim Einlaufen in den Hafen damit. Am 23. März 1891 begann unter dem Vorsitz des Hafenkapitäns von Gibraltar die offizielle Untersuchung des Unglücks. Kapitän McKeague wurde wegen erheblicher Fehler bei der Beurteilung der Lage die Schuld an dem Unglück gegeben. Im Juli 1892 wurde das Wrack des Passagierdampfers geborgen und zurück zur Werft nach Glasgow gebracht, wo es acht Jahre lang vor sich hinrostete. Im April 1900 wurde es an das Abbruchunternehmen Thomas W. Ward Shipbreakers Ltd. verkauft, welches die Utopia dann abwrackte.